# HD 211432
HD 211432，又名BD+27 4288，SAO 90379、HR 8503，是一颗恒星，视星等为6.37，位于銀經85.75，銀緯-23.66，其B1900.0坐标为赤經22h 11m 53.4s，赤緯+27° -23.66′ 21″。